# Völlinghauser Bach – Sonnenbornbach
Koordinaten: 51° 35′ 32″ N, 8° 18′ 20″ O
Das Naturschutzgebiet Völlinghauser Bach – Sonnenbornbach liegt auf dem Gebiet der Gemeinde Anröchte und der Stadt Erwitte im Kreis Soest in Nordrhein-Westfalen. Das Gebiet erstreckt sich östlich und südlich von Völlinghausen, einem Ortsteil von Erwitte, entlang des Völlinghauser Baches. Die A 44 durchschneidet das Gebiet. Die B 55 verläuft östlich, die Landesstraße L 856 nördlich und die L 748 westlich.

## Bedeutung
Für Anröchte und Erwitte ist seit 1997 ein 23,02 ha großes Gebiet unter der Schlüsselnummer SO-049 als Naturschutzgebiet ausgewiesen.